# Siccia stigmatias
Siccia stigmatias là một loài bướm đêm thuộc phân họ Arctiinae, họ Erebidae.